# 巴特菲爾德 (密蘇里州)
巴特菲爾德（英語：Butterfield）是位於美國密蘇里州巴里縣的村。

## 人口
根據2020年美國人口普查的數據，巴特菲爾德的面積為1.20平方千米，皆為陸地。當地共有人口378人，而人口密度為每平方千米315人。